# 남평우
남평우(南平祐, 1937년 2월 1일~1998년 3월 13일)는 대한민국의 기업인, 정치인이다. 제14·15대 국회의원을 지냈다. 버스 운수회사인 경남여객의 대표를 지냈다.
제14대 총선에서 민주자유당 국회의원 후보로 수원시 권선구 을 선거구에 출마하여 국회의원에 당선되었으며, 1996년 제15대 총선에서는 1993년 신설된 팔달구에 신한국당 후보로 출마하여 당선되었다. 1998년 3월, 제15대 국회의원 임기 중에 사망하였다. 지역구에서 치러진 보궐선거에서 남평우의 장남 남경필이 당선되었다.

## 가족 관계
- 아버지: 남상학
  - 배우자: 김진숙(1938년~)
    - 장남: 남경필(1965년 1월 20일~)
    - 차남: 남경훈(1967년~)

  - 남동생: 남선우(1939년~)
  - 여동생: 남선진(1943년~)

## 역대 선거 결과
|  | 29.05% |

|  | 36.10% |

|  | 30.18% |

## 소속 정당
| 소속 정당 | 소속 정당  | 소속 기간 | 비고      |
| --------- | ---------- | --------- | --------- |
|           | 민주정의당 | 1988~1990 | 정계 입문 |
|           | 민주자유당 | 1990~1995 | 합당      |
|           | 신한국당   | 1995~1997 | 당명 변경 |
|           | 한나라당   | 1997~1998 | 합당 사망 |

## 같이 보기
- 수원시 권선구 을
- 수원시 권선구의 국회의원
- 수원시 팔달구 (선거구)
- 수원시 팔달구의 국회의원